# Кућа Јосифа Шојата у Београду
Кућа Јосифа Шојата у Београду налази се у градској општини Врачар, у улици Краља Милутина 33 у Београду. Уврштена је у споменик културе Србије.

## Историјат
Кућа је грађена у периоду од 1926. до 1927. године, пројектовао ју је архитекта модерниста Милан Злоковић, а она је једно од његових најзначајнихих дела. Објекат представља модернизовану структуру са стилским елементима ренесансних палата средње и северне Италије, као и са рељефним акцентима инспирисаним епохама барока и маниризма, као и неколико обликованих гестова нетипичних за дотадашњу београдску архитектуру. На уличној фасади се препознају четири зоне различитог хоризонталног третмана с тим да доња зона улазног постамента и горња зона лође са по три залучена аркадна отвора стварају готово идентичну спону између унутрашњег и спољног простора. Ликовност фасаде употпуњују рељеви и фасадна скулптура вајара Живојина Лукић и алегоријска фреско композиција сликара Младена Јосића у горњој зони фасаде која прераста у наглашени завршни венац. Еклектички обликована и инвентивно компонована фасада, уз осавремењену структурализацију корпуса упућује на Злоковићеву прелазну фазу, од историцизма према модернизму.
Кућа представља редак пример арт деко стила и допринела је афирмицији овог стила у Београду и Србији између два светска рата.
На седници Владе Републике Србије донесена је одлука да се Кућа Јосифа Шојата прогласи спомеником културе.